# Ranspach-le-Bas

Ranspach-le-Bas este o comună în departamentul Haut-Rhin din estul Franței. În 2009 avea o populație de 665 de locuitori.

## Evoluția populației
| An        | 1975 | 1982 | 1990 | 1999 | 2006 | 2009 |
| --------- | ---- | ---- | ---- | ---- | ---- | ---- |
| Populație | 551  | 577  | 596  | 614  | 658  | 665  |